# Jean Noli
Jean Noli, né le 16 novembre 1928 à Gênes en Italie et mort le 8 mai 2000 dans le 7e arrondissement de Paris, est un écrivain et journaliste francophone d'origine italienne.

## Biographie
Jean Noli a résidé longtemps en France, partageant son temps entre Paris et l'île bretonne de Hoëdic. Il est connu pour avoir écrit une biographie d'Édith Piaf. Plusieurs de ses romans s'inspirent de la mer et les îles bretonnes. Il a été coauteur pour des livres des navigateurs Olivier de Kersauson, Michel Malinovsky et Éric Tabarly.
L'île d'Hoëdic est le site de son roman La Grâce de Dieu, qui lui a valu le prix des libraires en 1978.
En tant que journaliste et rewriter, Jean Noli a collaboré plusieurs années à l'hebdomadaire VSD à partir de sa création en 1977, et ensuite à l'hebdomadaire Le Point où son style aérien a laissé une trace inoubliable.

## Œuvre
- 1970 : Les Loups de l'Amiral
- 1971 : Le Choix — prix Broquette-Gonin
- 1974 : Giovinezza (le titre est en italien mais le livre est en français. L'auteur raconte son enfance à Gênes pendant la guerre, comment sa famille a émigré en France en 1940 le père, 41 les autres, et comment il est devenu Français)
- 1977 : La Grâce de Dieu — prix des libraires
- 1980 : La Banquière (avec Éric Chanel, d'après le scénario de Georges Conchon)
- 1981 : Larguez les mémoires
- 1985 : La Mariée de l'ombre
- 1986 : Vengeance
- 1991 : Mor Bihan
- 1993 : Piaf secrète
- 1996 : Chers Italiens

En collaboration avec Olivier de Kersauson :
- 1979 : Fortune de mer
- 1994 : Homme libre... toujours tu chériras la mer !